# Puerto deportivo de Castro-Urdiales
El puerto deportivo de Castro-Urdiales está ubicado en esa localidad, en Cantabria (España). Cuenta con 293 puestos de atraque pertenecientes al Real Club Náutico de Castro-Urdiales y son competencia suya.

## Instalaciones
- Amarres: 293
- Adscripción: 376,70 m²
- Dársenas: 2809,36 m²
- Total: 3186,06 m²

## Servicios
- Suministro de combustible
- Grúas de 1 a 5 toneladas
- Tomas de agua y de electricidad
- Carros para barcos (uno de 150 toneladas y otro de 100)
- Servicios relacionados con la pesca
- Plumas giratorias (dos de 400 toneladas y otra de 300)